# Spencer Butterfield
Spencer Darren Butterfield (* 11. Oktober 1992 in Provo, Utah) ist ein US-amerikanischer Basketballspieler. Nach dem Studium in seinem Heimatland begann Butterfield 2014 eine professionelle Karriere in Europa, wo er nach Stationen in Spanien und Litauen in der Saison 2016/17 beim französischen Klub Nanterre 92 spielte, mit dem er den französischen Pokalwettbewerb sowie den FIBA Europe Cup 2016/17 gewann. In letzterem, noch relativ jungem Wettbewerb stellte er zudem individuelle Bestmarken mit elf erfolgreichen Dreipunktewürfen und insgesamt 39 Punkten in einem Spiel auf. Zur Basketball-Bundesliga 2017/18 wechselte Butterfield zum deutschen Erstligisten Alba Berlin.

## Karriere
Nach dem Schulabschluss an der Del Oro High School im kalifornischen Loomis begann Butterfield 2010 im benachbarten Yuba County ein Studium am Yuba Community College. Hier wurde er auch für die Hochschulmannschaft 49ers aktiv, die in der Bay Valley Conference der California Community College Athletic Association (CCCAA) organisiert sind. In seinem zweiten Jahr erreichte Butterfield mit den Yuba 49ers das Finalspiel der CCCAA, das jedoch verloren ging. Im Anschluss bekam Butterfield ein Sportstipendium für ein weiterführendes Studium an der Utah State University, wo er für die Aggies zunächst in der Western Athletic Conference (WAC) der National Collegiate Athletic Association (NCAA) spielte. Die Aggies verpassten jedoch in ihrem letzten Jahr in der WAC wie auch bei ihrer Premiere in der Mountain West Conference (MWC) die Qualifikation für die landesweite NCAA-Endrunde.
Nach seinem Studienende 2014 begann Butterfield eine professionelle Karriere, die ihn zunächst an die nordafrikanische Küste in die spanische Exklave Melilla führte. Hier spielte er für den lokalen Klub in der zweiten spanischen Liga LEB Oro und konnte sich mit dessen Mannschaft gegenüber der Vorsaison leicht auf den neunten Platz verbessern. Dies reichte noch zur Qualifikation für die Play-offs um den zweiten verbleibenden Aufstiegsplatz in die höchste Spielklasse, doch in der ersten Runde verlor man beide Spiele gegen den späteren Play-off-Sieger Club Ourense Baloncesto. Zur folgenden Saison 2015/16 wechselte Butterfield nach Litauen, wo er für Juventus aus Utena in der höchsten nationalen Spielklasse LKL sowie im neu eingeführten FIBA Europe Cup 2015/16 spielte. Auch die Teilnahme des litauischen Klubs an einem kontinentalen Wettbewerb war eine Premiere, bei der die Mannschaft die beiden Gruppenphasen erfolgreich überstand, jedoch in der ersten Play-off-Runde im Achtelfinale gegen KK Cibona Zagreb ohne Sieg verlor und ausschied. In der litauischen Meisterschaft verlor der Klub nach der Bronzemedaille im Vorjahr diesmal nach der verlorenen Halbfinalserie gegen Titelverteidiger Žalgiris Kaunas auch die Serie um den dritten Platz gegen Lietuvos rytas Vilnius.
Nach der NBA Summer League 2016 bei den Utah Jazz unterschrieb Butterfield zur Saison 2016/17 einen Vertrag beim Pariser Vorortklub aus Nanterre in der höchsten französischen Spielklasse LNB Pro A. Zu Saisonbeginn wurde Butterfield auf Basis der Effektivitätswertung als Spieler des siebten Spieltags ausgezeichnet und erreichte zudem Ende November die Auszeichnung als „joueur du mois“ (deutsch Spieler des Monats) bei einem französischen Fachportal. Ende Dezember 2016 wurde Butterfield für das All-Star Game der französischen Liga ausgewählt, das er zusammen mit unter anderem Most Valuable Player John Roberson gegen eine Auswahl französischer Spieler gewann. Zusammen mit dem gebürtigen Berliner Heiko Schaffartzik und Chris Warren im Backcourt als Mannschaftskameraden gewann Butterfield den französischen Pokalwettbewerb Coupe de France deutlich im Finalspiel gegen den Ligakonkurrenten Le Mans Sarthe Basket. Zudem kehrte Butterfield mit dieser Mannschaft in den FIBA Europe Cup 2016/17 zurück, in dem er im Viertelfinal-Rückspiel beim 110:82-Sieg elf von 13 Dreipunktewürfen verwandelte und eine neue Bestmarke in einem Einzelspiel dieses Wettbewerbs aufstellte beziehungsweise mit 39 Punkten insgesamt in einem Spiel die eine Woche von Roberson aufgestellte Bestmarke einstellte. Nachdem Nanterre 92, so die neue Firmierung der Mannschaft, im Halbfinale in der Addition von zwei Spielen den deutschen Vertreter Telekom Baskets Bonn besiegt hatte, konnte man in einem rein französischen Finale zudem Élan Chalon mit Roberson bezwingen und nach der EuroChallenge 2014/15, dem Vorgängerwettbewerb des Europe Cups, den zweiten europäischen Titelgewinn für den Verein erreichen. In der französischen Meisterschaft verlor der Hauptrundendritte Nanterre jedoch das Lokalduell in der ersten Play-off-Runde gegen Paris-Levallois Basket und verpasste so auch ein Triple.
Zur Basketball-Bundesliga 2017/18 wurde Butterfield vom ehemaligen deutschen Serienmeister Alba Berlin verpflichtet. Nachdem sich Butterfield in der Saisonvorbereitung verletzt hatte, legte er nach wenigen Einsätzen wegen anhaltender Beschwerden zum Jahresende erneut eine Pause ein und kam erst kurz vor dem TOP FOUR-Pokalturnier im easycredit BBL-Pokal 2018 zurück. Mit seiner Mannschaft verlor er jedoch nach einer zweistelligen Führung im Schlussviertel noch das Finalspiel gegen den Bundesliga-Tabellenführer FC Bayern München, der seinen ersten Titel in einem nationalen Pokalwettbewerb seit 50 Jahren gewann. Auch der EuroCup 2017/18 endete für die Berliner mit einer kleinen Enttäuschung, nachdem man noch vor Erreichen der Play-off-Runde bereits nach der zweiten Gruppenphase unter anderem gegen den späteren Titelgewinner Darüşşafaka SK Istanbul ausschied.